# École de physique et d'astronomie de l'université de Manchester
L'École de physique et d'astronomie de l'université de Manchester est l'un des plus grands et plus actifs département de physique du Royaume-Uni, intégrant chaque année environ 250 étudiants au niveau licence et 50 en master et doctorat. L'école emploie 80 académiques et plus de 100 associés de recherche. L'école est basée sur deux sites : le Laboratoire Schuster sur Brunswick Street et le Centre d'Astrophysique Jodrell Bank dans le Cheshire, qui est également le siège social du Square Kilometre Array.
Selon le classement académique des universités mondiales, l'École constitue le 9e meilleur département de physique dans le monde et le meilleur en Europe. Elle est classée à la 7e place au Royaume-Uni par GPA, selon le Research Excellence Framework en 2014. L'université a un historique prestigieux en physique qui a commencé en 1874 et inclut 12 prix Nobel, les plus récents étant Andre Geim et Kostya Novoselov, qui ont reçu le prix Nobel de physique en 2010 pour leur découverte du graphène,.

## Histoire
Les origines de l'École remontent à 1874 lorsque Balfour Stewart a été nommé le premier Langworthy Professor of Physics au collège Owens de Manchester. Stewart a été le premier à identifier une couche atmosphérique électrifiée (connue aujourd'hui sous le nom d'ionosphère), qui peut modifier le champ magnétique terrestre. La théorie de la ionosphère a été imaginée en 1839 par Carl Friedrich Gauss ; Stewart a publié la première confirmation expérimentale de cette théorie en 1878. Depuis lors, l'École a accueilli de nombreux scientifiques de renom, parmi lesquels:
- Hans Bethe[9], lauréat du prix Nobel de physique en 1967 ;
- Patrick Blackett[10], lauréat du prix Nobel de physique en 1948 ;
- Niels Bohr[11], lauréat du prix Nobel de physique en 1922 ;
- William Lawrence Bragg[12], qui a découvert la loi de Bragg et lauréat du prix Nobel de physique en 1915 ;
- James Chadwick[13], lauréat du prix Nobel de physique en 1935 ;
- John Cockcroft[14], lauréat du prix Nobel de Physique en 1951 ;
- Rod Davies[15], Professeur d'Astronomie ;
- Richard Davis, Professeur d'Astrophysique ;
- Samuel Devons ;
- Brian Flowers[16] ;
- Francis Graham-Smith[17], Astronome Royal de 1982 à 1990 ;
- Henry Hall[18], , qui a construit le premier réfrigérateur à dilution ;
- Bernard Lovell[19],[20], créateur du téléscope Lovell et le l'Observatoire Jodrell Bank ;
- Henry Moseley[21], inventeur de la loi de Moseley ;
- Nevill Francis Mott[22], lauréat du Prix Nobel de Physique en 1977 ;
- Ernest Rutherford[23], lauréat du Prix Nobel de Chimie en 1908 pour avoir scindé l'atome ;
- Arthur Schuster[24], ;
- Balfour Stewart[25], premier Langworthy Professor of Physics ;
- Joseph John "J.J." Thomson[26], qui a étudié la physique à l'Owens College de Manchester à l'âge de 14 ans, avant de diriger le laboratoire Cavendish à Cambridge. Il est lauréat du prix Nobel de physique en 1906.

En 2004, les deux départements de physique de l'université Victoria de Manchester et de l'Institut des sciences et technologies de l'université de Manchester (UMIST) ont fusion pour former l'actuelle École de physique et d'astronomie de l'Université de Manchester.

## Groupes de recherche
L'École de physique et d'astronomie comprend 8 groupes de recherche :
- Astronomie et Astrophysique ;
- Physique biologique ;
- Physique de la matière condensée ;
- Dynamique non-linéaire et physique des cristaux liquides ;
- Physique photonique ;
- Physique des particules ;
- Physique nucléaire ;
- Physique théorique.

La recherche dans le département de physique est financée par le Conseil pour la recherche en physique des particules et d'astronomie (PPARC), par le Conseil des Sciences et Technologies (STFC), par le Conseil pour la recherche en Ingénierie et Sciences Physiques (EPSRC) et par la Société Royale.

## Académiques renommés
En 2015, l'École emploie 53 professeurs, incluant des professeurs émérites.
- Sarah Bridle, professeure d'astrophysique ;
- Philippa Browning, professeure d'astrophysique ;
- Brian Cox [29], professeur de physique des particules, travaillant sur l'expérience ATLAS et le LHC ;
- Philip Diamond[30], professeur de physique photonique et directeur général du Square Kilometre Array (SKA) ;
- Wendy Flavell[31], directrice adjointe de la recherche et professeure de physique des surfaces ;
- Jeffrey Forshaw[16], professeur de physique des particules ;
- Andre Geim[32], Regius Professor et Royal Society Research Professor ;
- Konstantin Novoselov[33], Langworthy Professor of Physics ;
- Tim O'Brien, professeur d'astrophysique
- Terry Wyatt [34], professeur de physique des particules.